# Eckstedt
Eckstedt település Németországban, azon belül Türingiában. Lakosainak száma 590 fő (2023. december 31.). Eckstedt Schloßvippach, Udestedt és Großrudestedt községekkel határos.

## Népesség
A település népességének változása:
| Lakosok száma | 610  | 598  | 590  | 589  | 601  | 590  |
|               | 2014 | 2017 | 2019 | 2021 | 2022 | 2023 |